# Армия «Познань»

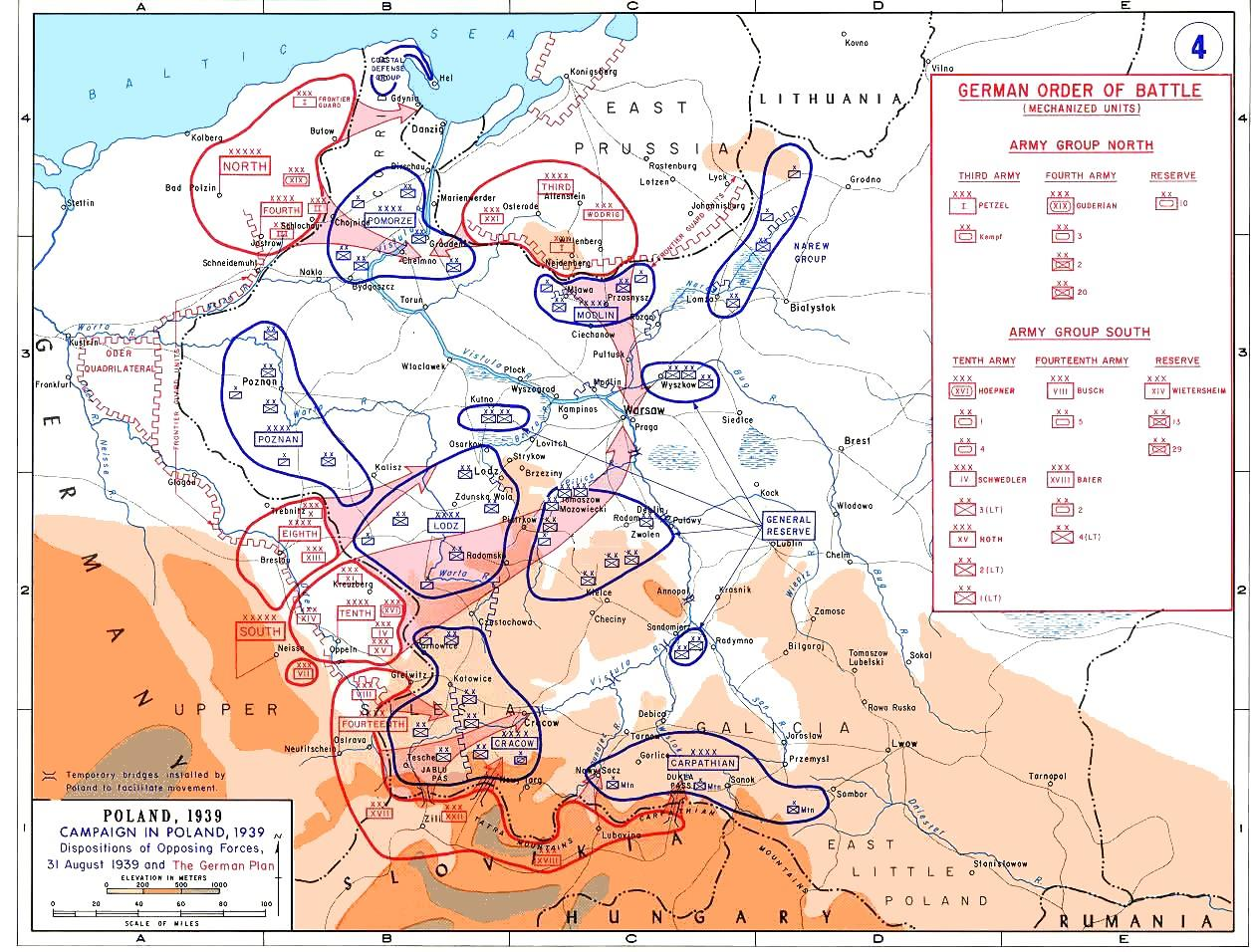
Расстановка польских и германских сил на момент начала Второй мировой войны

Армия «Познань» (пол. Armia Poznań) — армия Войска Польского, сформированная весной 1939 года и участвовавшая в обороне Польши против войск нацистской Германии в сентябре 1939 года, ознаменовавшей начало Второй мировой войны.

## История создания
15 марта 1939 года части вермахта вошли в Прагу, завершив раздел Чехословакии, а 23 марта заняли литовский порт Клайпеду. Двумя днями ранее в Берлине германский министр иностранных дел Иоахим фон Риббентроп потребовал от польского посла Йозефа Липски окончательного ответа на требования Германии относительно присоединения Данцига и строительства экстерриториальной автострады через «Польский коридор».
В этих условиях 23 марта 1939 года началось скрытое мобилизационное развёртывание польских войск на основе мобилизационного плана «W» от апреля 1938 года. Одним из создаваемых объединений стала армия «Познань», командующим которой был назначен дивизионный генерал Тадеуш Кутшеба.
Армия была предназначена для заполнения промежутка между армиями «Лодзь» (на юге) и «Поморье» (на севере) и прикрытия Великой Польши.

## Боевой состав
В состав армии «Познань» входили следующие части и соединения:
- 14-я пехотная дивизия
- 17-я пехотная дивизия
- 25-я пехотная дивизия
- 26-я пехотная дивизия
- Великопольская кавалерийская бригада
- Подольская кавалерийская бригада

## Боевой путь
В первые дни войны активных боевых действий против армии «Познань» немцы не предпринимали. Они рассчитывали окружить польские войска западнее Вислы, и армия «Познань» оказывалась как раз в будущем мешке. Тем временем находившаяся севернее в «Данцигском коридоре» армия «Поможе» немецким ударом была рассечена на две части. Войска её северной группировки были окружены, а южной — заняли оборону севернее Быдгоща. Командовавший армией «Поможе» генерал Бортновский решил отвести её остатки к югу, а сам выехал в Торунь, где встретился с командовавшим армией «Познань» дивизионным генералом Тадеушем Кутшебой. Посовещавшись, генералы решили, что уцелевшие части армии «Поможе» отступят за Вислу к Торуню.
5 сентября Главное командование Войска Польского приняло решение об общем отходе за Вислу. Армиям «Познань» и «Поможе» было приказано отходить на Варшаву. Преследуя их, вперед двинулся 3-й армейский корпус немецкой 4-й армии. Тот факт, что его армия так и не вступила в бой в течение всей первой недели войны, давил на генерала Кутшебу, и он принял решение не просто отводить соединения своей армии к столице, избегая противника, а прежде всего нанести удар по немецкой 8-й армии, которая через Лодзь вышла к реке Бзура. Кутшеба решил частью сил ударить из района Кутно на Стрыков, разбить левофланговые соединения немецкой 8-й армии и тем самым обеспечить дальнейший отход армий «Познань» и «Поможе» к Варшаве.
Битва на Бзуре началась в ночь на 9 сентября. Фланговый удар польских войск оказался абсолютной неожиданностью для немецкого командования. Части вермахта были отброшены на несколько километров к югу от реки Бзура. В последующие два дня польские войска продвинулись на 35 км южнее Бзуры, создав угрозу тылу немецких войск, двигавшихся на Варшаву. Переоценив успехи армии «Познань», Главное командование Войска Польского поставило новую задачу: вместо отхода на Варшаву отступать к Радому и Краснику. Однако 11 сентября оно отменило это решение и снова приказало армиям «Познань» и «Поможе» отходить к Варшаве.
Хотя сражение на Бзуре и вызвало сумятицу в германских штабах, однако эти события вызвали и облегчение, поскольку связанные боями польские части не могли уйти на восток. 12 сентября командовавший армией «Познань» генерал Кутшеба узнал, что армия «Лодзь» уже отступила на северо-восток, а потому приказал прекратить атаки и отвести свои войска за Бзуру. 14 сентября немецкие части вышли к нижнему течению Бзуры. Не занятой ими оставался лишь небольшой район у места впадения Бзуры в Вислу. Через него отдельным группам польских войск удалось в последующие дни прорваться на восток и присоединиться к защитникам Варшавы. 17 сентября немецкая  8-я армия заняла Кутно. 19 сентября немцы прорвали польскую оборону, расчленив окружённую группировку на несколько частей. 19 сентября организованное сопротивление польских войск было сломлено, а 21 сентября капитулировали последние сопротивлявшиеся группы.